# Delphine Software
Pour les articles homonymes, voir Delphine et DSI.
Delphine Software International (DSI) était une société française de développement de jeux vidéo sur ordinateurs et consoles, fondée en 1988 et dirigée par Paul de Senneville et Paul Cuisset. Longtemps basée à Paris, près des Champs Élysées, la société a ensuite déménagé courant 2001 pour la proche banlieue de Saint-Ouen.

## Histoire
Le nom de la société vient du prénom de la première fille de Paul de Senneville, Delphine Deschodt, comme pour sa maison de production Delphine Productions fondée en 1976.
Paul Cuisset a dirigé la création et le développement des jeux de DSI.
En 1992, une filiale nommée Adeline Software International est créée. En 2001 Delphine Software International déménage à Saint-Ouen.
Delphine Software International fait partie des sociétés appartenant au groupe Delphine jusqu'au dépôt de bilan en décembre 2002. Elle fut rachetée en février 2003 par Doki Denki Studio et s'installa place de la république à Paris.
Tous les développeurs de Delphine Software furent licenciés entre fin 2003 et début 2004, et la société déposa à nouveau le bilan en mars 2004. Une liquidation judiciaire a mis fin à l'activité de Delphine Software début juillet 2004.

## Liste des jeux développés
| Titre                                                  | Année     | Plates-formes                                              |
| ------------------------------------------------------ | --------- | ---------------------------------------------------------- |
| Bio Challenge                                          | 1988      | Amiga et Atari ST                                          |
| Castle Warrior                                         | 1989      | Amiga et Atari ST                                          |
| Les Voyageurs du temps                                 | 1989      | Amiga, Atari ST et PC                                      |
| Operation Stealth (James Bond 007: The Stealth Affair) | 1990      | Amiga, Atari ST et PC                                      |
| Croisière pour un cadavre (Cruise for a Corpse)        | 1991      | Amiga, Atari ST et PC                                      |
| Another World (Out of this World)                      | 1991      | Amiga, Atari ST, Macintosh, Mega-CD, Mega Drive, PC, SNES  |
| Flashback                                              | 1992      | 3DO, Amiga, CD-i, Macintosh, Mega-CD, Mega Drive, PC, SNES |
| Shaq Fu                                                | 1994      | Amiga, Mega Drive, SNES, Game Boy et Game Gear             |
| Shaq Fu 2                                              | Inachevé  | Mega Drive et SNES                                         |
| Fade to Black                                          | 1995      | PC et PlayStation                                          |
| Moto Racer                                             | 1997      | PC et PlayStation                                          |
| Moto Racer 2                                           | 1998      | PC et PlayStation                                          |
| Darkstone                                              | 1999      | PC et PlayStation                                          |
| Moto Racer World Tour                                  | 2000      | PlayStation                                                |
| Moto Racer 3                                           | 2001      | PC                                                         |
| Humanity Project                                       | Inachevé, | PC                                                         |
| Moto Racer Advance                                     | 2002      | Game Boy Advance                                           |
| La toile du diable (Devil Canvas)                      | Démo,     | PC et PlayStation 2                                        |
| Legions of Fear                                        | Inachevé  | PC et PlayStation 2                                        |
| Moto Racer Traffic                                     | Inachevé  | PC, PlayStation 2 et Xbox                                  |
| Flashback Legend                                       | Inachevé  | Game Boy Advance                                           |